# Tineg
Tineg es un municipio de segunda  categoría perteneciente a  la provincia de El Abra en la Región Administrativa de La Cordillera (RAC) situada al norte de la  República de Filipinas y de la isla de Luzón, en su interior.

## Geografía
Tiene una extensión superficial de 744.80 km² y según el censo del 2007, contaba con una población de 4.317 habitantes, 4.668 el día primero de mayo de 2010

### Ubicación
| Noroeste:Nueva Era (Ilocos Norte) | Norte: Nueva Era (Ilocos Norte) y Kabugao (Apayao) | Noreste: Kabugao (Apayao)        |
| Oeste: Lagangilang                |                                                    | Este: Conner (Apayao)            |
| Suroeste: Lagangilang             | Sur: Lacub                                         | Sureste: Lacub y Conner (Apayao) |

### Barangayes
San Quintín se divide administrativamente en 10 barangayes o barrios, 9 de los cuales tienen carácter rural, mientras que el restante es considerado como  urbano.
| Barangay            | Población (2007) | Población (2010) | Código (2012) |
| ------------------- | ---------------- | ---------------- | ------------- |
| Agsimao (Población) | 685              | 642              | 140125001     |
| Alaoa               | 515              | 612              | 140125002     |
| Anayan              | 279              | 253              | 140125003     |
| Apao                | 247              | 268              | 140125004     |
| Belaat              | 303              | 252              | 140125005     |
| Caganayan           | 1,058            | 1.212            | 140125006     |
| Cogon               | 350              | 488              | 140125007     |
| Lanec               | 131              | 172              | 140125008     |
| Lapat-Balantay      | 378              | 356              | 140125009     |
| Naglibacan          | 371              | 413              | 140125010     |